# 249-та стрілецька дивізія (СРСР, II формування)
249-та Естонська стрілецька дивізія (2-го формування) — піхотне з'єднання у складі Збройних сил СРСР під час Німецько-радянської війни.

## Опис
Почала формування з 10 лютого по 13 вересня 1941 року в Челябінській області, Чебаркуль, як 423-тя стрілецька дивізія, у березні 1942 року перейменована на 249-ту стрілецьку дивізію.
Сформована як національне формування: її кістяк склали колишні офіцери естонської армії, службовці винищувальних батальйонів, укомплектованих добровольцями з-поміж жителів Естонії, мобілізовані в Червону Армію жителі Естонської РСР, естонці, що проживали в СРСР до 1940 року, і радянські працівники, що були евакуйовані вглиб Радянського Союзу. У складі дивізії близько 80 % становили етнічні естонці, 20 % — росіяни, українці, білоруси, євреї та ін. До грудня 1942 року перебувала в резерві.
13 жовтня 1942 року розпочала перекидання в діючу армію в район Андреаполя. Потім вела бойові дії у складі 8-го Естонського стрілецького корпусу разом із 7-ю Естонською стрілецькою дивізією.
Брала участь у бойових діях у складі 42-ї та 1-ї ударних армій. З 13 грудня 1942 року у складі 8-го Естонського стрілецького корпусу 3-ї Ударної армії брала участь у штурмі міста та фортеці Великі Луки. На початок боїв, 12 грудня, в ній 10482 особи, тобто укомплектована. 25 грудня в дивізії залишилося 8866 осіб, до 10 січня — 4459 осіб.
Закінчила війну на островах Естонії.
Брала участь у захопленні Великих Лук, Невеля, Нарви, Тарту, у Талліннській наступальній операції, ліквідації Курляндського угруповання ворога.
28 червня 1945 року дивізія перетворена на 122-гу гвардійську Естонську Червонопрапорну стрілецьку дивізію. Надалі в боях участі не брала. 12 травня 1946 року розформована.

## Повна назва
249-та стрілецька Естонська ордена Леніна Червонопрапорна дивізія.

## Підпорядкування
- Калінінський фронт, 3-а ударна армія, 8-й стрілецький корпус — з грудня 1942 року.
- Калінінський фронт, 8-й стрілецький корпус (фронтове підпорядкування) — на 1 квітня 1943 року.
- 2-й Прибалтійський фронт, 8-й стрілецький корпус (фронтове підпорядкування) — на 1 січня 1944 року.
- Ленінградський фронт, 8-й стрілецький корпус (фронтове підпорядкування) — на 1 квітня 1944 року.
- Ленінградський фронт, 8-а армія, 8-й стрілецький корпус — на 1 жовтня 1944 року.
- Ленінградський фронт, Курляндська група військ, 42-а армія, 8-й стрілецький корпус — на 1 квітня 1945 року.

## Склад дивізії
- 917-й стрілецький ордена Червоної Зірки полк
- 921-й стрілецький Червонопрапорний полк
- 925-й стрілецький ордена Червоної Зірки полк
- 779-й артилерійський полк
- 307-й окремий винищувально-протитанковий ордена Олександра Невського дивізіон
- 328-ма окрема розвідувальна рота
- 417-й окремий саперний батальйон
- 669-й окремий батальйон зв'язку (197-ма окрема рота зв'язку)
- 267-й окремий медико-санітарний батальйон
- 243-тя окрема рота хімічного захисту
- 75-та автотранспортна рота
- 312-та польова хлібопекарня
- 288-й (939-й) дивізійний ветеринарний лазарет
- 1883-тя польова поштова станція
- 1194-та польова каса Державного банку

## Командний та особовий склад дивізії

### Командири дивізії
- Лембіт Перн (6 травня — 23 червня 1942 року), генерал-майор
- Карл Канґер (24 червня — 28 вересня 1942 року), підполковник
- Артур-Александр Сауесельґ (29 вересня — 29 грудня 1942 року), полковник
- Йоган Ломбак (30 грудня 1942 — 3 березня 1945 року), полковник, з 18 травня 1943 року генерал-майор (раніше командував 917-м стрілецьким полком)
- Август Фельдман (4 березня — 9 травня 1945 року), полковник

### Штаб
- Артур Сімсон. Начальник штабу полковник.
- Густав Кунд. Начальник штабу підполковник.
- Оскар Реємет. Заступник начальника штабу, майор.
- Едмунд Пюсс. Командир 1-го оперативного (кадрового) відділу штабу дивізії, майор.
- Давид Киляко. Командир 1-го оперативного (кадрового) відділу штабу дивізії, майор.
- Оскар Труус. Командир 2-го оперативного (розвідувального) відділу штабу дивізії, капітан (пізніше майор).

### Політкерівництво
- Альгус Радик. Заступник начальника політвідділу.
- Микола Пуусеп. Дивізійний комісар, майор.

### Деякі солдати дивізії
- Альберт Репсон. Командир взводу 925-го стрілецького полку, лейтенант. Герой Радянського Союзу. Звання присвоєно 24 березня 1945 року за відвагу, виявлену в боях за острів Муху 29 вересня 1944 року.
- Микола Матяшин. Кулеметник 925-го стрілецького полку, молодший сержант. Герой Радянського Союзу. Звання присвоєно 24 березня 1945 року за відвагу, виявлену в боях за острів Муху 29 вересня 1944 року.
- Йоганн (Йоганнес) Мяе. Начальник артилерії, підполковник (пізніше полковник).
- Карле Ару. Командир 779-го артилерійського полку, підполковник.
- Фрідріх_Альбрерт Ольбрей. Командир 669-го окремого батальйону зв'язку, майор.
- Ріхард Куремаа. Потрапив у полон 31 грудня 1942 року під час Великолукської наступальної операції, рядовий.
- Август Ребанес. Командир 75-ї автотранспортної роти, інтендант 2 рангу.
- Освальд-Вільгельм (Олав) Муллас. Командир 921-го стрілецького полку, підполковник.
- Аво Лайдо. Начальник штабу 779-го артилерійського полку, капітан.
- Ерік Лооритс. Начальник штабу 779-го артилерійського полку, капітан.
- Микола Транкман. Командир 307-го окремого винищувально-протитанкового ордена Олександра Невського дивізіону, капітан.
- Гейнріх Уукківі. Військовослужбовець 417-го окремого саперного батальйону, молодший лейтенант.
- У 249-й дивізії також воювали 67 естонських шведів.

## Нагороди
- 16 березня 1942 року —  Орден Леніна — нагороджена Указом Президії Верховної Ради СРСР за зразкове виконання завдань командування на фронті боротьби з німецькими загарбниками та виявлені при цьому доблесть та мужність.[3]
- 22 жовтня 1944 року —  Орден Червоного Прапора — нагороджена Указом Президії Верховної Ради СРСР від 22 жовтня 1944 року за зразкове виконання завдань командування в боях з німецькими загарбниками, за оволодіння столицею Естонської РСР містом Таллінн і виявлені при цьому доблесть та мужність[4].

Нагороди частин дивізії:
- 917-й Естонський[5] стрілецький ордена Червоної Зірки[6] полк
- 921-й Естонський[5] стрілецький Червонопрапорний[6] полк
- 925-й Естонський[5] стрілецький ордена Червоної Зірки[6] полк
- 779-й артилерійський ордена Кутузова[6] полк
- 307-й окремий винищувально-протитанковий ордена Олександра Невського[6] дивізіон